# Koszmosz–192
A Koszmosz–192 (oroszul: Космос–192) szovjet navigációs műhold, melyet a Ciklon katonai navigációs rendszer részeként indítottak.

## Küldetés
A Ciklon navigációs rendszer első indított műholdja. A rendszer kifejlesztéséhez szükséges tesztek céljából az OKB–10-nél épített prototípus.

## Jellemzői
1967. november 23-án a Pleszeck űrrepülőtérről indították egy Koszmosz–3M (11K65M) hordozórakétával alacsony Föld körüli pályára. A műhold periódusideje 99,8 perc, pályaelhajlása 77°-os. Az elliptikus pálya perigeuma 743 km, apogeuma 755 km volt. A műhold tömege 775 kilogramm.